# Henosferidae
De Henosferidae (ook onjuist gespeld als Henospheridae) zijn een familie van uitgestorven Australosphenida, inheems in Gondwana tijdens het Midden-Jura. 
Zij is in 2007 gedefinieerd als een clade bestaande uit de laatste gemeenschappelijke voorouder van Henosferus en Asfaltomylos en al zijn afstammelingen.